# Китобойный промысел в Японии
Китобойный промысел в Японии — отрасль экономики Японии, направленный на добычу китообразных. В связи с запретом на коммерческий убой, принятым МКК, в Японии замаскирована под добычу с целью научных исследований.
Под флагом Японии действует единственная в мире на данный момент (2020 год) плавучая китобойная база Ниссин Мару.

## История
Традиция приписывает начало китобойного промысла в Японии к 12 в. Организованный прибрежный вылов начался примерно в 1570 годах.

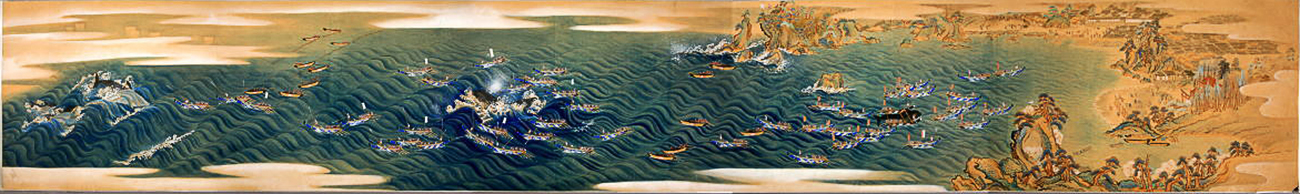
Загон китов в районе Тайдзи. Период Эдо

### Реставрация Мэйдзи
Начало промышленного промысла относится к 1890-м годам, к периоду индустриализации Японии. Активное внедрение самых современных (на тот момент) норвежских китобойных технологий (паровые китобойные суда с гарпунными пушками, изобретенными Фойном) связано с именем Юро Ока (1870—1923), японским бизнесменом-реформатором японской китобойной отрасли.

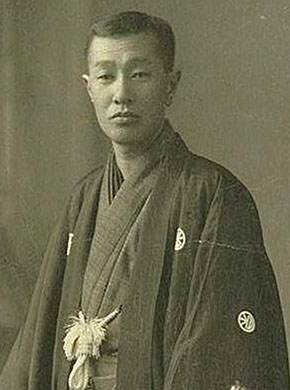
Юро Ока, фотография до 1923 года

Конкуренция с российскими китобоями в корейских водах сделала вопрос политически важным. Получение компанией Оки 11 января 1904 года лицензии на промысел от Кореи, победа Японии в Русско-Японской войне и захват русских китобойных судов сделала его монополистом в корейских водах.

### Вторая мировая война
Во время второй мировой войны дальние походы японских китобоев прекратились, ограничившись близлежащими морями, например, вокруг Бонин, кроме того, большинство китобоев были мобилизованы на флот. Промысел вокруг Бонин прекратился в марте 1945, когда острова были захвачены ВМФ США. Сразу после оккупации Японии, уже в ноябре 1945 года МакАртур разрешил китобойный промысел в Японии, как источник мяса и китового жира. В 1947 китовое мясо составляло до половины всего мясного рациона в Японии.

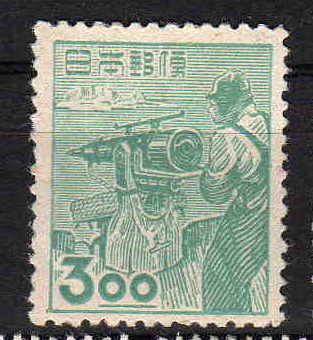
Японская марка с гарпунером, 1949 год

В 1954 правительственным актом китовое мясо было включено в рацион японских школьников начальной и средней школы.

## Промысел после принятия моратория
23 июля 1982 года члены Международной комиссии по промыслу китов проголосовали за принятие моратория на весь коммерческий китобойный промысел, начиная с сезона 1985-86 гг. Япония подала официальный протест против моратория в 1982 году, но отозвала его в 1987 году.
В 1987 году Япония прекратила коммерческий промысел в водах Антарктики, но в тот же год начала программу научного промысла (JARPA — англ. Japanese Research Program in Antarctica). Эта программа продолжалась до 2005 года, когда её сменила новая программа JARPA II.

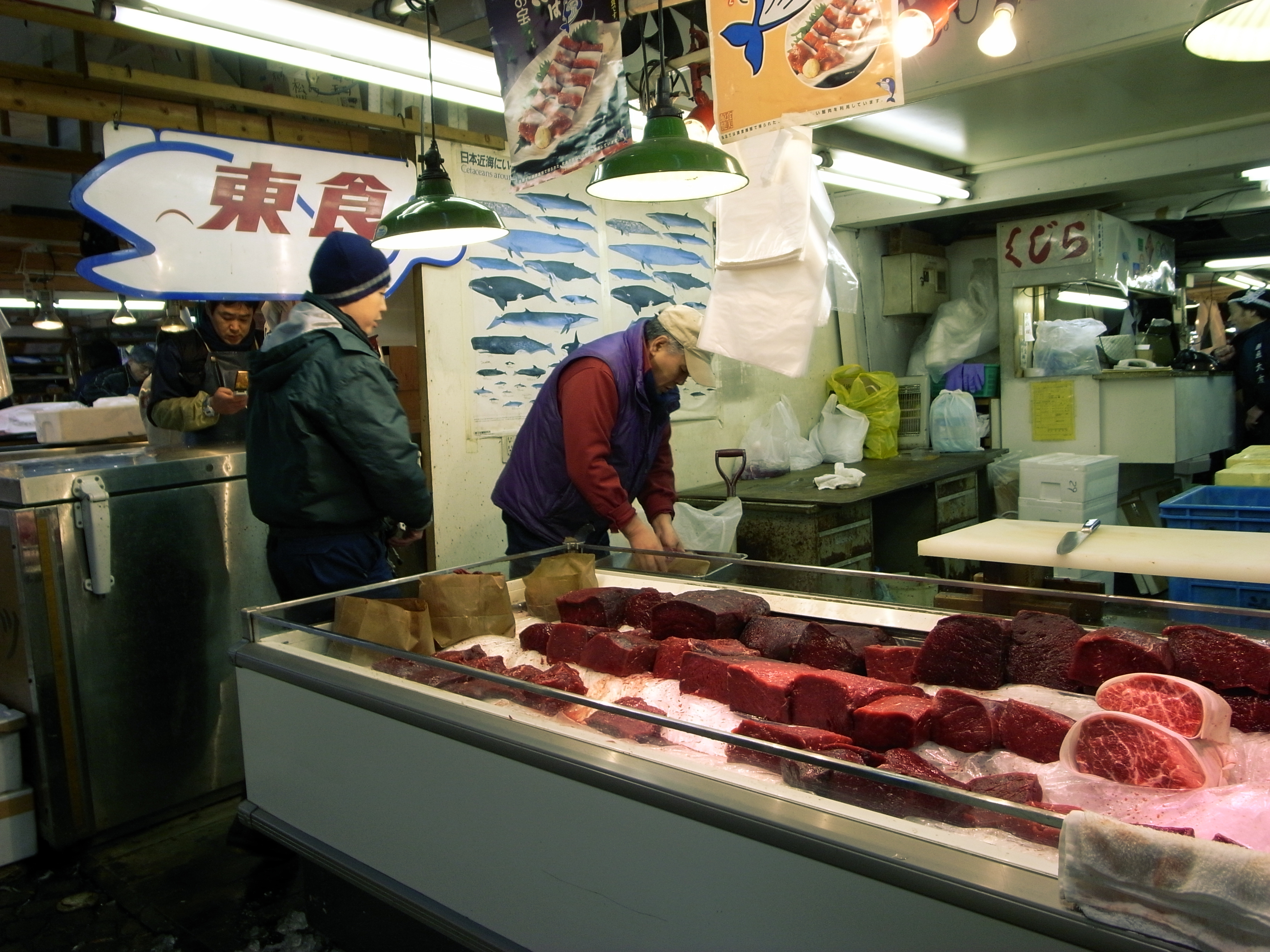
Китовое мясо на одном из рынков Токио. 2008 год

В 2010 году Австралия подала иск в Международный суд ООН на Японию за проведение кампании коммерческого китобойного промысла, запрещенного в 1986 году МКК, в территориальных водах Австралии. В иске было заявлено, что японская программа забоя китов вопреки утверждениям властей не преследует никаких научных целей, а является только коммерческим промыслом.
31 марта 2014 года международный суд ООН поддержал иск Австралии и обязал Японию приостановить охоту на китов в Антарктике, не соответствующую статусу научного. Япония заявила, что готова подчиниться запрету.
Однако в 2015 году рыболовное агентство Японии объявило, что вновь намерено охотиться на китов, однако ограничит их количество. По мнению японских экспертов, убийство 333 китов в год никак не повлияет на их популяцию. В 2015 году Япония нарушила запрет суда ООН и объявила о начале новой кампании. Квота была уменьшена до 300 особей. В декабре 2015-го четыре китобойных судна отплыли в Антарктику. Активисты ООМФ отправили в Южный океан свои корабли.
Противостояние японских китобоев и природозащитных организаций вызывает большое количество взаимных обвинений, угроз и насильственных действий, которые широко освещаются в СМИ.
Есть сведения, что в Японии продолжается также и «дикая» добыча китообразных.
В 2014 году Международный суд ООН предписал Японии прекратить китовый промысел, проводимый страной в водах Антарктики, однако власти страны не исполнили этого решения, хотя и сократили число добываемых особей.
В конце 2018 года Япония решила выйти из Международной комиссии по промыслу китов (IWC) и начиная с июля 2019 года впервые за 30 лет возобновит коммерческий китобойный промысел.

## Принятие в Японии
Интересно, что продолжение охоты на китов поддерживает 60 % граждан страны [Японии]. Между тем, согласно результатам проведенного японской прессой опроса, регулярно едят китовое мясо лишь 4 %, а 10 % употребляет его крайне редко. 37 % японцев признались, что никогда не пробовали этот продукт. Тем не менее, более половины населения уверено, что традицию охоты на морских млекопитающих прерывать не следует.— Япония продолжит охоту на китов

## Промысел дельфинов
В национальном парке Тайдзи на западе Японии ежегодно с сентября по апрель открыт сезон загонной охоты на дельфинов.
В 2009 году вышел американский документальный фильм Бухта об охоте на дельфинов в Тайдзи.
Японская сторона объясняет происходящее наличием давних традиций и тем, что дельфины не подпадают под защиту моратория МКК.
По подсчетам экологов, за период с 2000 по 2014 год у берегов Тайдзи было убито около 18 000 дельфинов, относящихся к семи разным видам.

## Институт исследования китообразных
Институт исследования китообразных (Institute of Cetacean Research: (яп. ICR, 日本鯨類研究所 'Nihon Geirui Kenkyūjo')) — японская некоммерческая организация по изучению китообразных. Основан в 1987 на базе Института исследования китов, основанного в 1947.
Под эгидой данной организации производится основной вылов китов японскими китобоями, официально — с научными целями. Многие международные природоохранные организации прямо называют данный вылов коммерческим и нарушающим мораторий МКК.
В 2014 году Международный суд в Гааге, рассматривая иск Австралии, направленный на запрет Японии вылова китов в Антарктике, постановил:

Суд пришел к выводу, что специальные разрешения, выдаваемые Японией на забой и разделку китов в рамках её программы JARPA II, не имеют своей целью научные исследования в соответствии с Международной конвенцией по регулированию китобойного промысла— 
С 1988 до начала 2011 в рамках исследовательской программы Института Японией было добыто 13,663 китов разных видов.

Состав китобойной флотилии Института:
- Плавучая база и завод:
  - Ниссин Мару
- Гарпунные суда:
  - Yushin Maru
  - Yushin Maru No. 2
  - Yushin Maru No. 3

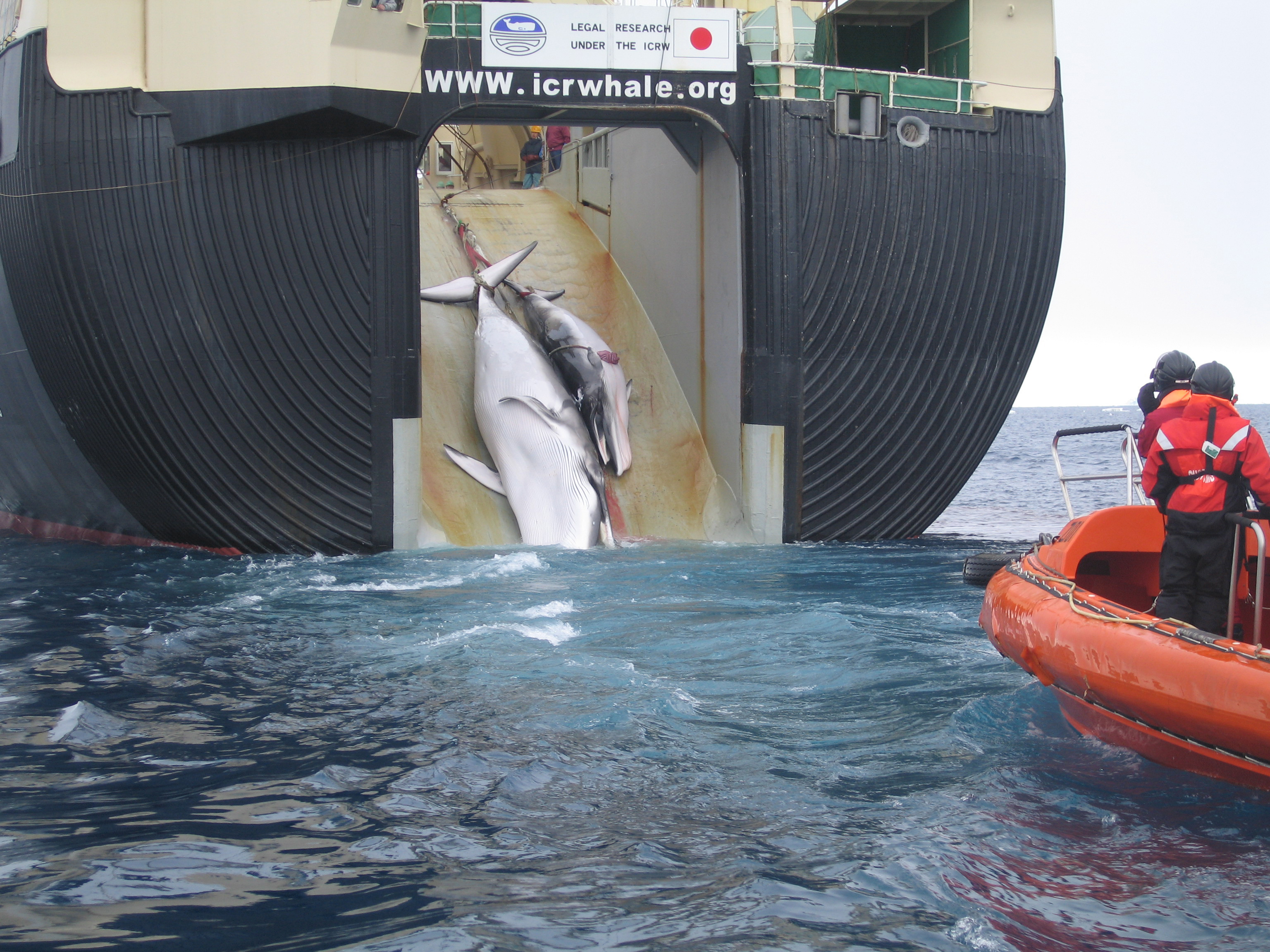
Погрузка 2х туш — матери с детенышем малого полосатика. Видна надпись «Легальные исследования для ICR»

- Cуда, предназначенные для обнаружения китов:
  - Kaiko Maru No. 8[15]
  - Kyoshin Maru
- Корабли поддержки:
  - Hyio Maru[16]
  - Sun Laurel[17]
  - Shonan Maru No. 2
  - Fukuyoshi Maru No. 68[18]

Японскими китобойными кампаниями в настоящее время руководит Нисисваки Сигетоси.